# Art Nou Català
Art Nou Català fou una exposició d’art que es va presentar al juliol de 1915 al Centre Català de Sabadell, promoguda per Joaquim Folguera, Santiago Segura i Miquel Poal Armengol. Tenia com a objectiu difondre les idees i l’art del Noucentisme a les anomenades segones ciutats. Hi van participar alguns dels artistes més destacats de la generació anterior, com Marià Pidelaserra o Joaquim Mir, juntament amb els artistes més representatius del moviment. També hi van ser presents membres dels grups de Les Arts i els Artistes i del Gremi d’Artistes de Terrassa, representat per Rafael Benet, Antoni Badrinas, Joan Duch i l'escultor Josep Armengol.
L'exposició, que va esdevenir un dels actes més representatius del noucentisme català, es va complementar amb una sèrie de conferències paral·leles que es van presentar a la sala d’actes de l’Ajuntament de Sabadell entre l’agost i el setembre del mateix any. El cicle el va obrir Eugeni d’Ors, artífex de les idees del moviment noucentista, amb la conferència “L’Art Nou”, que es va publicar a la revista Vell i Nou. El seguiren Feliu Elias (“El valor de l’impressionisme”), Joaquim Torres-García (“L'evolució de la pintura a Catalunya en el darrer quart de segle”), Joan Aragay (“L’art català contemporani, la seva herència i el seu llegat”) i Martí Casanovas. Estava prevista, encara, una darrera conferència de Joaquim Folch i Torres, titulada “El lloc de la pintura entre les arts plàstiques”, que finalment no es va fer.
Igualment, Joaquim Folguera va publicar al Diari de Sabadell el Manifest d’Art Nou Català i dotze Acotacions titulades L’art nou, en les quals proposava a la ciutat de Sabadell i als seus artistes que seguissin la nova estètica i destacava els artistes que, segons ell, n’eren els referents, com Francesc d'Assís Galí, Josep Aragay, Joaquim Torres-García o Josep Obiols. La revisa Ars de Sabadell també va publicar articles sobre l'exposició.
Simultàniament, l'Acadèmia de Belles Arts de Sabadell va organitzar una altra exposició dels artistes de la ciutat a l’antic teatre de la Lliga Regionalista, de caràcter més acadèmic. Es tractava d’una reacció i confrontació amb les idees que l'Art Nou Català volia transmetre. Hi van participar els artistes següents: Joan Vila Cinca, Antoni Vila Arrufat, Rafael Durancamps, Joan Vila Puig, Joan Vilatobà Fígols, Joan Figueras Soler, Llorenç Lladó Julià, Enric Palà Girvent, Antoni Estruch Bros, Antoni Pous Palau, Domènec Soler Gili, Josep Casanovas Clerch, Josep Domènech Samaranch, Josep Renom Costa, Joaquim Manich Comerma, Ricard Marcet Picard, Joan Vila Maleras, Florentí Duran Benito, Josep Plans Solà, Agustí Llàcer Francès, Antoni Hugas i M. Mestre.
Artistes presents a l'exposició
- Josep Aragay Blanchart
- Josep Armengol Ballver
- Antoni Badrinas Escudé
- Rafael Benet Vancells
- Joan Borrell Nicolau
- Ricard Canals Llambí
- Manuel Cano de Castro
- Francesc Canyelles Balagueró
- Domènec Carles Rosich
- Enric Casanovas Roy
- Joan Colom Agustí
- Joan Duch Agulló
- Jaume Duran Castellanos
- Feliu Elias Bracons
- Manel Fontanals Mateu
- Francesc d'Assís Galí i Fabra
- Josep Gausachs Armengol
- Daniel Guardiola
- Manuel Humbert Esteve
- Pere Ynglada Sallent
- Francesc Labarta Planas
- Josep Maria Marquès Puig
- Joaquim Mir Trinxet
- Esteve Monegal Prat
- Xavier Nogués
- Isidre Nonell Monturiol
- Josep Obiols Palau
- Iu Pascual Rodés
- Marià Pidelaserra Brias
- Manolita Piña de Rubies
- Lluís Puig Barella
- Rafael Solanic Bàlius
- Joaquim Sunyer de Miró
- Josep de Togores Llach
- Joaquim Torres-García
- Francesc Vayreda Casabò